# Toby Smith
Toby Smith (Toby Grafftey-Smith; n. 29 octombrie 1970, Londra – d. 12 aprilie 2017) a fost un muzician britanic. Între 1992 și 2002 a fost claviaturist al trupei Jamiroquai.